# 善道寺
善道寺（ぜんどうじ）は札幌市豊平区豊平4条11丁目5-11にある浄土宗の寺院である。

## 概要
前身である「豊平共同墓地管理所」は1987年（昭和62年）まで豊平墓地（現在の北海きたえーる）の管理業務を行っていたが、現在では管理所は封鎖している。法類寺院には新善光寺（札幌市中央区南6条西1丁目）、大松寺（札幌市南区藤野）がある。

## 歴史
- 1883年（明治16年）、法類寺院である新善光寺が豊平墓地の管理を委託され、札幌区豊平墓地火葬場前墓地管理事務所を開設。これが善道寺の前身となった[3]。
- 1919年（大正8年） - 現在地に豊平墓地管理所として設置[4]
- 1920年（大正9年）、新善光寺二世林玄松などが豊平法務所の建立を発願し、1924年（大正13年）に本堂部分が完成した[3]。
- 1953年（昭和28年）、「善道寺」の寺号が認可される[3]。
- 1983年（昭和58年）、豊平共同墓地の移転事業が開始[3]。
- 1987年（昭和62年）に同墓地の移転完了したことに伴い、管理事務所を閉鎖した[3]。
- 2001年（平成13年）、本堂の大規模改修工事と庫裡の建設を開始[3]。
- 2002年（平成14年）に工事が完了し、敬讃法要を執り行った[3]。

## 年中行事
善道寺では年に3回の定例法要を行っている。そのほか不定期でチャリティーコンサートなども行っている 。
- 春彼岸会 厳修日と呼ばれる春分の日を除く休日に午前11時より写経会を行い、午後1時から法要を行っている。
- 盂蘭盆会 迎え盆と呼ばれる8月13日に法要を行う。午前は亡くなってから一年未満の人たちの供養を行っている。
- 十夜会 厳修日は年によって異なるが、厳修日に本山布教師による説教がある。そして午後1時より法要を行っている。

## 交通アクセス
- 札幌市営地下鉄東豊線豊平公園駅1番出口から徒歩5分[5]
- 北海道中央バス「豊平3条8丁目」停留所から徒歩5分[5]